# Уто I (епископ Страсбурга)
Уто I (Удо I; лат. Utho I; умер не позднее 816) — епископ Страсбурга в конце VIII — начале IX века.

## Биография
О Уто I сохранилось очень мало свидетельств. В церковных преданиях он назван уроженцем Страсбурга, родившимся в семье местной знати. Ещё в юности он стал клириком, и до того как получить епископский сан, якобы, был аббатом Эттенхайммюнстерского монастыря. Однако, скорее всего, это свидетельство малодостоверно, так как первые упоминания о Эттенхайммюнстерском аббатстве относятся к XII веку.
В списках глав Страсбургской епархии Уто I упоминается как преемник Рахио. Точные даты, когда он занимал епископскую кафедру, не известны. В трудах историков Позднего Средневековья и Нового времени смерть Рахио датировалась 815 или 816 годом. Однако так как последнее достоверное свидетельство о этом епископе относится к 788 году, теперь считается, что он мог скончаться и в более раннее время. Соответственно, скорее всего, Уто I должен был получить епископский сан в конце VIII века.
В труде Ф.-А. Грандидье сообщается, что в 819 году Уто I участвовал в поместном соборе прелатов Франкской империи в Ахене. Однако этот автор также писал, что данное свидетельство основано только на преданиях. Современные историки также не обнаружили упоминаний об участии епископа Страсбурга ни в одном из нескольких Ахенских соборов, состоявшихся здесь в 816—819 годах. На этих основаниях мидиевисты считают это свидетельство о Уто I недостоверным.
В наиболее раннем из списков глав Страсбургской епархии, составленном во второй половине IX века при епископе Ратольде, Уто I назван «приверженцем добродетели».
Дата смерти Уто I не известна. Вероятно, он должен был скончаться не позднее 816 года. Его преемником в епископском сане был Эрлехард.